# Korps Nationale Reserve
Het Korps Nationale Reserve, opgericht op 15 april 1948, maakt deel uit van de Nederlandse Koninklijke Landmacht als een onderdeel van het Commando Landstrijdkrachten (CLAS) en zet de tradities voort van de Vrijwillige Landstorm Korpsen. Deze werden op 4 augustus 1914 opgericht om de grote stroom vrijwilligers te organiseren die zich meldden voor de mobilisatie. De landstormkorpsen bleven tot 1940 actief en vele vrijwilligers hiervan hebben deelgenomen aan de gevechten in de meidagen van 1940. De bezetter hief deze organisatie na de capitulatie op en ontmantelde ze.

## Algemeen
Natresmilitairen zijn parttime militairen. Zij volgen hun opleiding en verrichten hun diensten op basis van vrijwilligheid tegen een financiële vergoeding voor de uren dat zij trainen of in actieve dienst zijn. Een reservist wordt aangesteld met een verplichting om minimaal 200 opleidings- en trainingsuren per jaar vol te maken. Ook moet hij of zij voldoen aan de eisen van de fysieke conditietest.
Reservisten kunnen op vrijwillige basis worden uitgezonden, dit kan door daadwerkelijk ingedeeld te worden bij een militaire eenheid (frontfill). Zij kunnen echter ook als vervanger worden ingezet van een uitgezonden militair (backfill). Naast het Korps Nationale Reserve zijn er ook reservisten ingedeeld bij andere eenheden van de vier krijgsmachtdelen, zoals enkele honderden Reserveofficieren Speciale Deskundigheid bij 1 CMI Commando in Apeldoorn. Dit aantal wordt de komende jaren uitgebreid naar meer dan 900 formatieplaatsen. Het gaat hierbij om militairen van zowel de Koninklijke Marine, Koninklijke Landmacht, Koninklijke Luchtmacht en de Koninklijke Marechaussee. Op individuele en vrijwillige basis worden zij ook uitgezonden.

## Opleiden en trainen
Natresmilitairen krijgen een initiële algemene militaire opleidingvan twee weken bij de reguliere schoolbataljons Noord te Assen of School Luchtmobiel te Schaarsbergen. Nieuwe vrijwilligers stromen daarna in bij de compagnieën en moeten binnen een jaar een aanvullende bijscholing volgen) om op basisniveau te komen. De Algemene Reservist Plus is gericht op de basisbegrippen van het militair recht en op taakgerichte kennis als bewakings- en geweldsinstructies.
- De totale opleidingscyclus is vier jaar. Hierin worden militaire basisvaardigheden aangeleerd en getraind. Het aantal te maken opleidings- en trainingsuren is sterk afhankelijk van de rang en functie. Voor een soldaat zal dit ongeveer 280 uur per jaar zijn. Een syllabusjaar bestaat uit ongeveer dertien oefenavonden, tien oefenzaterdagen, twee meerdaagse oefeningen en drie schietweekenden. Deelname is vrijwillig maar niet vrijblijvend. Om te kunnen blijven functioneren zijn deze 280 uur een absoluut minimum.

### Opleidingen
Voor reservisten met leidinggevende capaciteit, aspirant-onderofficieren, is er de initiële vorming onderofficieren aan de Koninklijke Militaire School. Selectie vindt plaats in de pelotons, waarbij de compagniessergeant-majoor (csm) adviseert over de geschiktheid. Voor excellerende sergeanten is de primaire vorming onderofficieren. De opleiding wordt gevolgd als een senior sergeant opvolgend pelotonscommandant wil worden.
Ook de selectie van officieren vindt bij de eenheid plaats. Geselecteerde kandidaten komen voor een AAC-Off (Aanname- en Adviescommissie officieren). Zij volgen bij gebleken geschiktheid aan de Defensieacademie te Breda de initiële opleiding voor de reserveofficier, in militair jargon de IRO (Initiële opleiding Reserve Officier) genoemd. De IRO opleiding is zeer kort en zeker onvoldoende om de functie van pelotonscommandant binnen een van de bataljons uit te kunnen oefenen. Om deze reden worden geselecteerde kandidaten voor de functie van pelotonscommandant eerst gedurende een jaar voorbereid in de Klas Toekomstige Officieren (KTO). Deze opleiding wordt verzorgd binnen het Korps. Onderzocht wordt of deze opleiding ondergebracht kan worden bij de Defensieacademie te Breda.

## Organisatie
Het Korps Nationale Reserve staat met betrekking tot Korps aangelegenheden onder leiding van het Korpsbureau.
Het Korpsbureau bestaat uit:
- Korpscommandant Luitenant-kolonel Hans Berding,
- Korpsadjudant stafadjudant Duco Braun.

Sinds de reorganisatie in 2012 bestaat het Korps, uit 3 infanteriebataljons Bewaken & Beveiligen (sterkte ca. 750-900 reservisten). Formeel maken Landmachtreservisten ingedeeld bij de G3 sectie Natops van de brigadehoofdkwartieren van 11, 13 en 43e brigade nog deel uit van het korps. In totaal zijn dit ca. 300 reservisten, merendeels officieren. Ook de Fanfare Korps Nationale Reserve (FKNR) maakt deel uit van het Korps. Verder blijven Landmachtreservisten die hun loopbaan als reservist bij het Korps beginnen, en die aansluitend op een algemene functie worden geplaatst (bijvoorbeeld bij 1 Civiel en Militaire Interactie Commando van het OOCL), in principe ingedeeld bij het Korps Nationale Reserve.

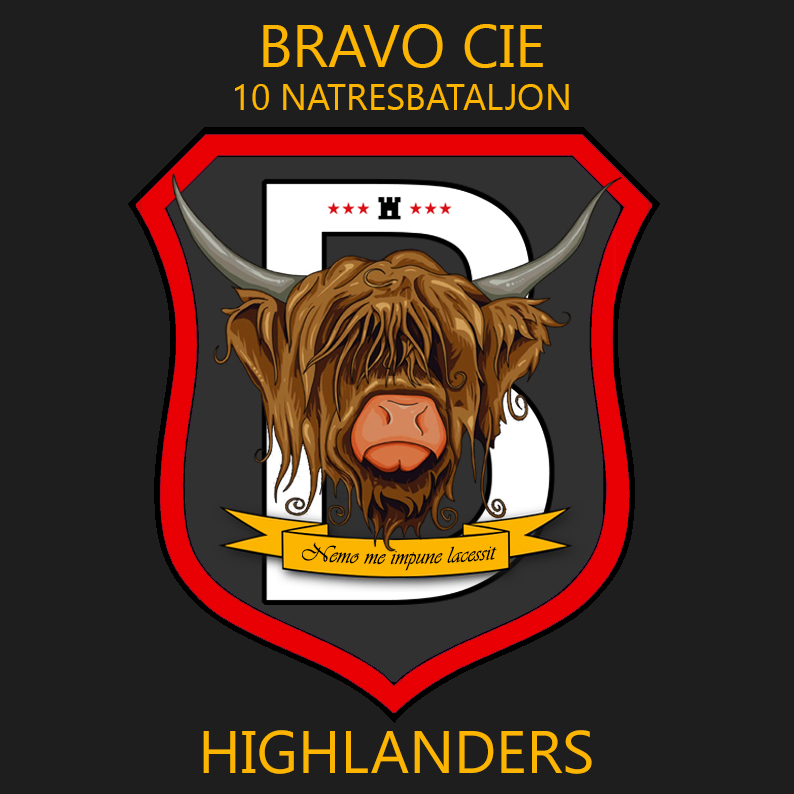
Compagnieslogo B-Cie 10 Natresbat te Assen

De drie bataljons staan onder commando van de drie gevechtsbrigades van de Landmacht:
- 10 Infanteriebataljon Bewaken & Beveiligen bestaande uit zes compagnieën onder commando van 43 Gemechaniseerde Brigade te Havelte en verantwoordelijk voor Noord en Oost Nederland. De bataljonscommandant is luitenant-kolonel Roeland den Hollander.
  - Alfa-compagnie "Armadillos" (Zoutkamp, Assen & Leeuwarden)
  - Bravo-compagnie "Highlanders" (Assen & Havelte)
  - Charlie-compagnie (Wezep en Bathmen)
  - Delta-compagnie "Dragons" (Amersfoort)
  - Echo-compagnie (Amersfoort)
  - Foxtrot-compagnie (Enschede en Eibergen)
- 20 Infanteriebataljon Bewaken & Beveiligen bestaande uit zes compagnieën onder commando van 11 Luchtmobiele Brigade te Schaarsbergen en verantwoordelijk voor West en Midden Nederland. De bataljonscommandant is luitenant-kolonel Gerard Burgers
  - Alfa-compagnie + Deltacompagnie (Den Haag)
  - Bravo-compagnie (Bergen)
  - Charlie-compagnie (Badhoevedorp)
  - Delta-compagnie (Den Haag)
  - Echo-compagnie (Stroe)
  - Foxtrot-compagnie (Schaarsbergen)
- 30 Infanteriebataljon Bewaken & Beveiligen bestaande uit vijf compagnieën onder commando van 13 Lichte Brigade te Oirschot en verantwoordelijk voor Zuid Nederland. De bataljonscommandant is luitenant-kolonel Pascal Limpens.
  - Alfa-compagnie “Wolves” (Vlissingen)
  - Bravo-compagnie (Breda)
  - Charlie-compagnie (Oirschot)
  - Delta-compagnie (Brunssum)
  - Echo-compagnie (Vredepeel)

Een infanteriebataljon bewaken & beveiligen (IBB) heeft een maximumsterkte van 900 personen, onderverdeeld in vijf of zes compagnieën van circa 150 personen, gecommandeerd door een kapitein. Elke compagnie bestaat uit vier pelotons (behalve Alfacompagnie van 20 natresbataljon dat uit vijf pelotons bestaat) van ca. 35 personen, geleid door een luitenant. Elk peloton bestaat uit drie groepen van ca. tien personen, geleid door een sergeant.
Omdat het optreden meestal beperkt is tot compagnieniveau heeft een natresbataljon een relatief klein stafdetachement ter ondersteuning van de bataljonscommandant. De compagnieën zijn verdeeld over hun respectievelijke regio's.

## Taken
- Bewaken en beveiligen van ontruimde gebieden en vitale installaties als energiecentrales en (tijdelijke) militaire gebieden.
- Steunverlening bij calamiteiten zoals watersnood en besmettelijke (dier-)ziekten.
- Verlenen van bijstand aan het bevoegd gezag voor handhaving van openbare orde en veiligheid.
- Steunverlening aan militaire transporten bij grote oefeningen of inzet door Nederland; zogenaamde Host Nation Support.
- Steunverlening aan eenheden van de Nederlandse krijgsmacht en aan burgeroverheden bij grote evenementen.
- Ceremoniële activiteiten.

Daadwerkelijke inzet vond plaats bij onder meer de bestrijding van hoogwater in 1995 en 2011, mond-en-klauwzeer, varkenspest, de vuurwerkramp in Enschede, het bezoek van president Bush in 2005, de Nuclear Security Summit en het bezoek van president Obama in 2014. Een andere inzet was in 2003, in de aanloop naar de Irakoorlog waarbij het Korps Natres in het kader van Host Nation Support 2 maanden militaire bijstand aan het Amerikaanse leger leverde bij het verschepen van grote hoeveelheden materieel via Rotterdam naar het oorlogsgebied. Een en ander is beschreven door de commissie van onderzoek besluitvorming Irak, de zogeheten commissie-Davids.

## Monument
Ter gelegenheid van 100 jaar Korps Nationale Reserve en uit eerbetoon aan de gesneuvelden van de Vrijwillige Landstorm bij aanvang van de Tweede Wereldoorlog is op 4 augustus 2014 op de Grebbeberg bij Rhenen het monument 'Als 't moet' onthuld.  Het beeld toont symbolisch de bereidheid van de burger (man met spade in de grond en geweer op de rug) om bij dreiging de overheid hulp te bieden. De onthulling werd verricht door kolonel Gerard van der Thiel, tot en met september 2016 commandant Korps Nationale Reserve van de Koninklijke Landmacht. Het monument is een replica van een in 1923 gemaakt beeld door August Falise. Het beeld werd toen aangeboden aan de voorzitter van de Nationale Landstormcommissie, het lid van de Tweede Kamer Lodewijk Duymaer van Twist. Het originele beeld ging verloren in 1945 tijdens het geallieerde bombardement op het Bezuidenhout in Den Haag. Het beeldonderschrift luidde: 'Als 't moet'. Deze inscriptie was het credo van de vrijwilliger: naast burger, ook soldaat!  De inscriptie op het nieuwe monument luidt: 'Ter herinnering aan de gevallenen van de Vrijwillige Landstorm Meidagen 1940.' Het nieuwe monument op de Grebbeberg zal een vaste plaats gaan innemen in de tradities van het Korps Nationale Reserve. 

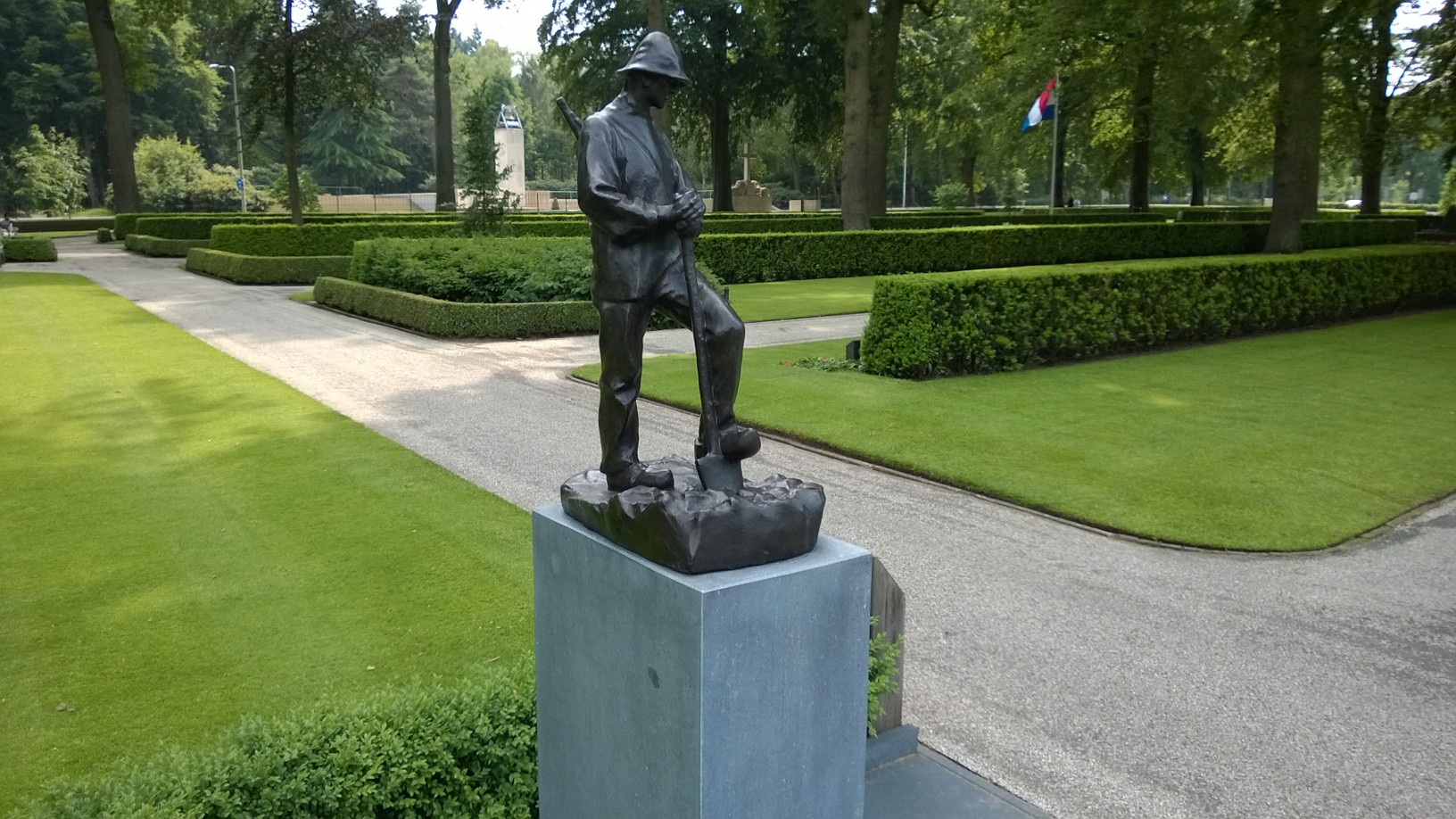
Monument Vrijwillige Landstorm op Militair ereveld Grebbeberg, Rhenen.